# Val-de-Ruz
Val-de-Ruz est une commune suisse du canton de Neuchâtel, située dans la région Val-de-Ruz. Avec 17 141 habitants (2020), elle est la troisième commune la plus peuplée du canton après La Chaux-de-Fonds et Neuchâtel et la deuxième commune la plus étendue après Val-de-Travers.

## Géographie
La commune de Val-de-Ruz couvre la totalité de la région de Val-de-Ruz et comprend un grand nombre de villages et de hameaux. L'administration communale est concentrée à Cernier et aux Geneveys-sur-Coffrane.
| La Chaux-de-Fonds   | La Chaux-de-Fonds Renan (BE) | Sonvillier (BE) Saint-Imier (BE) |
| Rochefort La Sagne  | Val-de-Ruz                   | Enges Lignières Nods (BE)        |
| Rochefort Milvignes | Neuchâtel Milvignes          | Neuchâtel                        |

## Histoire
La commune de Val-de-Ruz a été créée le 1er janvier 2013 par la fusion des anciennes communes de Boudevilliers, Cernier, Chézard-Saint-Martin, Coffrane, Dombresson, Engollon, Fenin-Vilars-Saules, Fontainemelon, Fontaines, Les Geneveys-sur-Coffrane, Les Hauts-Geneveys, Montmollin, Le Pâquier, Savagnier et Villiers. Cette fusion a été acceptée par la population de chacune des communes concernées le 27 novembre 2011. Le taux d'approbation a varié de 52,4 % à Fontainemelon à 74,8 % aux Hauts-Geneveys.

## Politique
La commune de Val-de-Ruz est dotée d'un organe législatif, le Conseil général, et d'un organe exécutif, le Conseil communal.

### Conseil communal
Le Conseil communal de Val-de-Ruz compte cinq membres élus par le Conseil général pour une durée de quatre ans. Il représente le pouvoir exécutif de la commune.  
| Composition du Conseil communal |      |      |      |
| Parti                           | 2013 | 2017 | 2021 |
| Parti libéral-radical           | 3    | 3    | 3    |
| Parti socialiste                | 2    | 1    | 1    |
| Les Verts                       | 0    | 1    | 1    |
| Union démocratique du centre    | 0    | 0    | 0    |
| Parti démocrate-chrétien        | 0    | 0    | 0    |

### Conseil général
Le Conseil général de Val-de-Ruz compte 41 membres élus tous les quatre ans au suffrage universel selon le système de la représentation proportionnelle. Les membres du Conseil général ont été élus à trois reprises depuis la création de la commune de Val-de-Ruz, en 2012, en 2016 et en 2021, et la composition est la suivante :
| Parti                        | 2012 | 2016 | 2021 |
| ---------------------------- | ---- | ---- | ---- |
| Parti libéral-radical        | 22   | 18   | 16   |
| Parti socialiste             | 13   | 10   | 9    |
| Les Verts                    | 5    | 7    | 9    |
| Union démocratique du centre | 0    | 5    | 4    |
| Vert'libéraux                | 0    | 0    | 2    |
| Parti démocrate-chrétien     | 1    | 1    | 1    |

## Environnement
La commune de Val-de-Ruz est membre du Parc naturel régional Chasseral.

## Transports

### Train
La commune de Val-de-Ruz est raccordée depuis 1859 au réseau ferroviaire suisse par la ligne Neuchâtel - La Chaux-de-Fonds - Le Locle-Col-des-Roches avec les gares des Geneveys-sur-Coffrane et des Hauts-Geneveys.

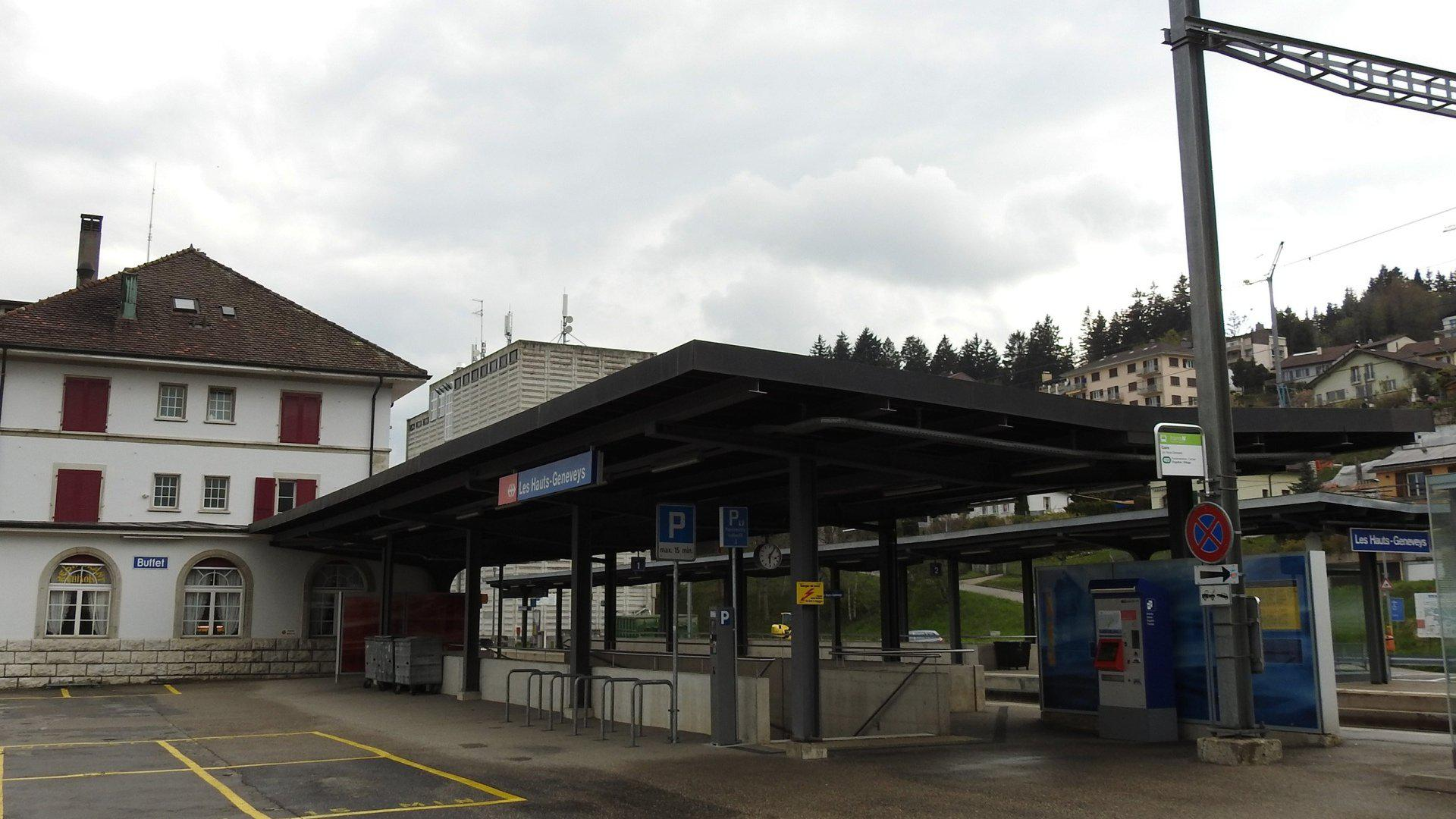
La gare des Hauts-Geneveys

### Bus
Le Val-de-Ruz est desservi par plusieurs lignes de bus des TransN, notamment les lignes :
- 422 (Neuchâtel; Cernier Centre; Villiers)
- 421 (Neuchâtel; Cernier Centre)
- 423 (Les Hauts-Geneveys; Cernier Centre)
- 424 (Les Geneveys-sur-Coffrane; Cernier Centre; Montmollin)

Vue aérienne de 1600 m par Walter Mittelholzer (1926).

## Tourisme
La commune de Val-de-Ruz abrite : 

### Musées
- un musée Evologia à Cernier ;
- un musée agricole à Coffrane[11].

### Infrastructures sportives et loisirs
- une piscine à Engollon[12] ;
- une piscine aux Geneveys-sur-Coffrane ;
- une piscine à la Fontenelle ;
- un sentier didactique consacré à la forêt[13].

### Lieux historiques
- des vestiges de l'ancien village de Bonneville détruit au début du XIVe siècle à Engollon.

### Autres
- le moulin de Bayerel (début du XVe siècle) ;
- une église romane à Engollon[14] ;

À Chézard-Saint-Martin se trouve le temple de Saint-Martin, dont les baies disposent depuis les années 70 de vitraux du maître-verrier français Paul Duckert, artiste formé à Taizé.